# تحول معرفي
التحول المعرفي هو  العملية العقلية لإعادة توجيه انتباه المرء بوعي من موقف إلى آخر. في المقابل، إذا حدثت هذه العملية بدون وعي، فعندئذٍ يشار إليها على أنها تبديل مهمة. كلاهما أشكال من المرونة الإدراكية.
في الإطار العام  للعلاج المعرفي وإدارة الوعي، يشير التحول المعرفي إلى الاختيار الواعي لتولي مسؤولية العادات العقلية للشخص- وإعادة توجيه تركيز المرء في اتجاهات مفيدة وأكثر نجاحًا. في الاستخدام المحدد لهذا المصطلح في منهجية الوعي المؤسسي، يعد التحول المعرفي أسلوبًا موجهًا للأداء لإعادة تركيز الانتباه في اتجاهات أكثر تنبيهاً وإبداعًا وجاذبية وتأثرًا.

## أصول في العلاج المعرفي
في العلاج المعرفي، يتم تدريب المرء على تحويل تركيزه المعرفي من فكرة أو تثبيت عقلي إلى تركيز أكثر واقعية - وبالتالي الأصل الوصفي للمصطلح "المعرفي" تحويل ". في العلاج "الموجة الثالثة" يتم استخدام التحول المعرفي ليس فقط للتحول من الأفكار السلبية إلى الإيجابية، ولكن أيضا إلى التحول إلى حالة ذهنية هادئة. كما يستخدم التحول المعرفي بشكل كبير في الإجراءات الصحية التأملية للباحثين الطبيين وخفض الإجهاد مثل جون كابات زين في كلية الطب بجامعة ماساتشوستس.
أصبح التحول المعرفي مصطلحًا شائعًا بين المعالجين خاصةً على الساحل الغربي، ومؤخرًا في مناقشات منهجية إدارة العقل. وفي الآونة الأخيرة، ظهر المصطلح، كما هو مذكور أعلاه، بشكل منتظم في المجلات الطبية والنفسية.

## أمثلة على الاستخدام
في البحث أصبح هذا المصطلح شائعًا إلى حد كبير في البحث النفسي، مستخدمًا بالطريقة التالية: «تم شرح النتائج النفسية العصبية في اضطراب الوسواس القهري (OCD) من حيث انخفاض قدرة التحول المعرفي نتيجة انخفاض مستويات النشاط المثبط الأمامي».
في العلاج: يتم تعليم المرء أولاً تحديد وقبول فكرة سلبية أو موقف سلبي، ثم السماح لعملية التحول المعرفي بإعادة توجيه الانتباه بعيداً عن التثبيت السلبي. نحو هدف أو هدف مختار أكثر إيجابية.

## جذور محددة الأجل
ينسب جون سيلبي مدخله الأولي لعملية التحول المعرفي إلى جدو كريشنامورتي، الذي يعتبره معلمه الروحي المبكر. في مقابلة NPR، يقول سيلبي إنه من شبه المؤكد أنه سمع للمرة الأولى المصطلح الفعلي من محاضرة ألقاها الفيلسوف  ألان واتس في الستينيات خلال محاضراته «توسيع المسيحية» في مدرسة سان فرانسيسكو اللاهوتية في عام 1972.

## منهجية عبارة التركيز
تسمى التقنية المعرفية الأساسية المستخدمة في التحول المعرفي منهجية «عبارة التركيز». وقد برز هذا المصطلح من العملية الفعلية التي يتم فيها تشجيع التحول المعرفي حتى يوضح الشخص نية واضحة من خلال جملة تركيز ذات صياغة خاصة، ثم يختبر التغيير الداخلي الذي تتجلى به عبارة التركيز.
مصطلح آخر يستخدم في بعض الأحيان للتركيز على عبارات التركيز هو بيانات الإحاطة.